# Jaap de Hoop Scheffer
Jakob Gijsbert (Jaap) de Hoop Scheffer (* 3. dubna 1948 Amsterdam) je nizozemský politik, v letech 2004 až 2009 generální tajemník NATO.

## Život a politická kariéra
Narodil se v roce 1948 v Amsterdamu. Studoval práva na univerzitě Leiden. Studia dokončil roku 1971. Po dokončení vojenské služby v Nizozemském královském letectvu se stal důstojníkem v záloze.
Pro ministerstvo zahraničních věcí pracoval od roku 1976 do roku 1986. Po prvních dvou letech byl umístěn na nizozemskou ambasádu v Ghaně. Poté působil u stále nizozemské delegace na velitelství NATO v Bruselu do roku 1980, kde se zabýval otázkami obranného plánování.
V roce 1982 přestoupil z politické strany D66 do CDA (křesťanští demokraté). Ve volbách v roce 1986 byl zvolen do dolní komory parlamentu. Byl mluvčí strany v oblasti zahraničních záležitostech.
V letech 1986 až 1994 byl členem Parlamentního shromáždění Rady Evropy a Západoevropské unie a v letech 1994 až 1997 členem Parlamentního shromáždění NATO. Mezi lety 1997–2001, když byla CDA v opozici, byl vůdcem křesťansko demokratických poslanců v dolní komoře. Nakonec jej zvolili stranickým lídrem.
I když byl vybrána na seznam kandidátů do voleb v roce 2002, jeho pozice lídra strany se stala nejistou. Po mocenském souboji s předsedou CDA Van Rijem, rezignoval na post stranického lídra. Vedoucí místo na kandidátském listu tak do voleb, které se uskutečnily 15. května 2002, přebral Jan Peter Balkenende.

## Ministr zahraničí
V těchto volbách CDA zvítězila a přijala vůdčí úlohu při formování nové vlády. Nový ministerský předseda Balkenende jmenoval 22. června 2002 Jaapa de Hoop Scheffera ministrem zahraničí Nizozemska v jeho přechodném prvním kabinetu. Pozici si udržel i v druhém Balkenendově kabinetu po volbách 22. ledna 2003.
Zahraniční politika v roce 2003, z velké části stanovena de Hoop Schefferem a Balkenendem, charakterizovalo schválení vojenské intervence do Iráku („politická, ne vojenská podpora“). Jaap de Hoop Scheffer je pokládán za těsného spojence Bushovy vlády.
V roce 2003 jako ministr zahraničí předsedající země Organizace pro bezpečnost a spolupráci v Evropě byl Scheffer zvolen předsedou organizace.
Jako ministr zahraničí působil do 3. prosince 2003.

## Generální tajemník NATO
5. ledna 2004 se stal jedenáctým generálním tajemník NATO. Vystřídal George Robertsona, který post zastával od roku 1999 do roku 2003. Ve své nástupní řeči uvedl jako hlavní úkol spojenectví s Evropskou unií v zajištění míru v Afghánistánu.
Jako generální tajemník NATO přinutil členy aliance, aby se podílely větší mírou na operaci jednotek Mezinárodních bezpečnostních podpůrných sil (ISAF) v Afghánistánu.
Od 31. května do 3. června 2007 se účastnil konference Bilderbergu v tureckém Istanbulu.
Účastnil se ekonomické konference v kanadském Montrealu 21. června 2007. Povzbudil Kanadu v pokračování afghánské mise, datum stažení kanadských vojáků bylo stanoveno na rok 2009.
Jaap de Hoop Scheffer zde řekl : "Myslím si, že je nevyhnutelně potřeba více času k vytvoření takových podmínek (v Afghánistánu), aby proběhla rekonstrukce a rozvoj."
Během jeho návštěvy zemřeli tři kanadští vojáci v Afghánistánu. Scheffer se vyjádřil i k této události : „Vím, jak velkou cenu platí kanadští vojáci, ale já klidně říkám, že je to pro dobrou věc.“
Schefferovy komentáře donutily kanadskou vládu pod nátlakem opozice k stanovení délce kanadské mise v neklidné zemi.
Konec mandátu generálního tajemníka NATO byl koncem roku 2007, mandát mu ale zástupci členských zemí aliance prodloužili až do roku 2009, aby mohl připravit a předsedat 60. výročí Severoatlantické aliance v roce 2009 .

## Rodina a záliby
Jakob de Hoop Scheffer je ženatý, má dvě dcery. Ve volném čase rád běhá a hraje tenis. Mezi jeho záliby patří nizozemská, francouzská a anglická literatura. Oblíbil si francouzské filmy.[zdroj⁠?!]

## Vyznamenání
- rytíř Řádu dynastie Oranžsko-Nasavské, Nizozemsko, 22. května 2002
- důstojník Řádu dynastie Oranžsko-Nasavské, Nizozemsko, 12. prosince 2003
- velkokříž Řádu rumunské hvězdy, Rumunsko, 2004
- velkokříž Řádu tří hvězd, Lotyšsko, 2004[1]
- velkokříž Záslužného řádu Maďarské republiky, Maďarsko, 2009
- Řád Stará planina I. třídy, Bulharsko, 2009
- Velký řád krále Petara Krešimira IV., Chorvatsko, 5. února 2009[2]
- velkokříž Řádu zásluh o Italskou republiku, Itálie, 16. února 2009[3]
- velkokříž Řádu za zásluhy Polské republiky, Polsko, 12. března 2009, udělil prezident Lech Kaczyński za zásluhy v rozvoji mezinárodní spolupráce, za služby při posilování bezpečnosti a obrany Polska v rámci NATO[4]
- Řád za mimořádné zásluhy, Slovinsko, 14. dubna 2009, za zásluhy o posílení mezinárodního míru a bezpečnosti[5]
- velkokříž Řádu Vitolda Velikého, Litva, 26. června 2009[6]
- velkokříž Řádu dynastie Oranžsko-Nasavské, 6. července 2009
- Řád kříže země Panny Marie I. třídy, Estonsko, 6. července 2009[7]
- Řád bílého dvojkříže I. třídy, Slovensko, 17. července 2009[8]
- čestný rytíř-komandér Řádu svatého Michala a svatého Jiří, Spojené království, 2010[9]
- velkokříž Řádu Spasitele, Řecko